# Chaudenay-le-Château
Pour les articles homonymes, voir Chaudenay et Château (homonymie).
Chaudenay-le-Château est une commune française située dans le canton d'Arnay-le-Duc du département de la Côte-d'Or, en région Bourgogne-Franche-Comté.

## Géographie

### Localisation
Chaudenay-le-Château est un village rural de la Côte-d'Or situé entre Pouilly-en-Auxois au nord-ouest, Bligny-sur-Oucheau sud-est et Arnay-le-Duc au sud-ouest.
La commune se trouve dans la zone d'emploi de Beaune et le bassin de vie de Pouilly-en-Auxois.

### Communes limitrophes
Les communes limitrophes sont  Chaudenay-la-Ville, Crugey et Sainte-Sabine.

### Géologie et relief
La superficie de la commune est de 5,27 km2 ; son altitude varie de 355  à   521 mètres.

### Hydrographie

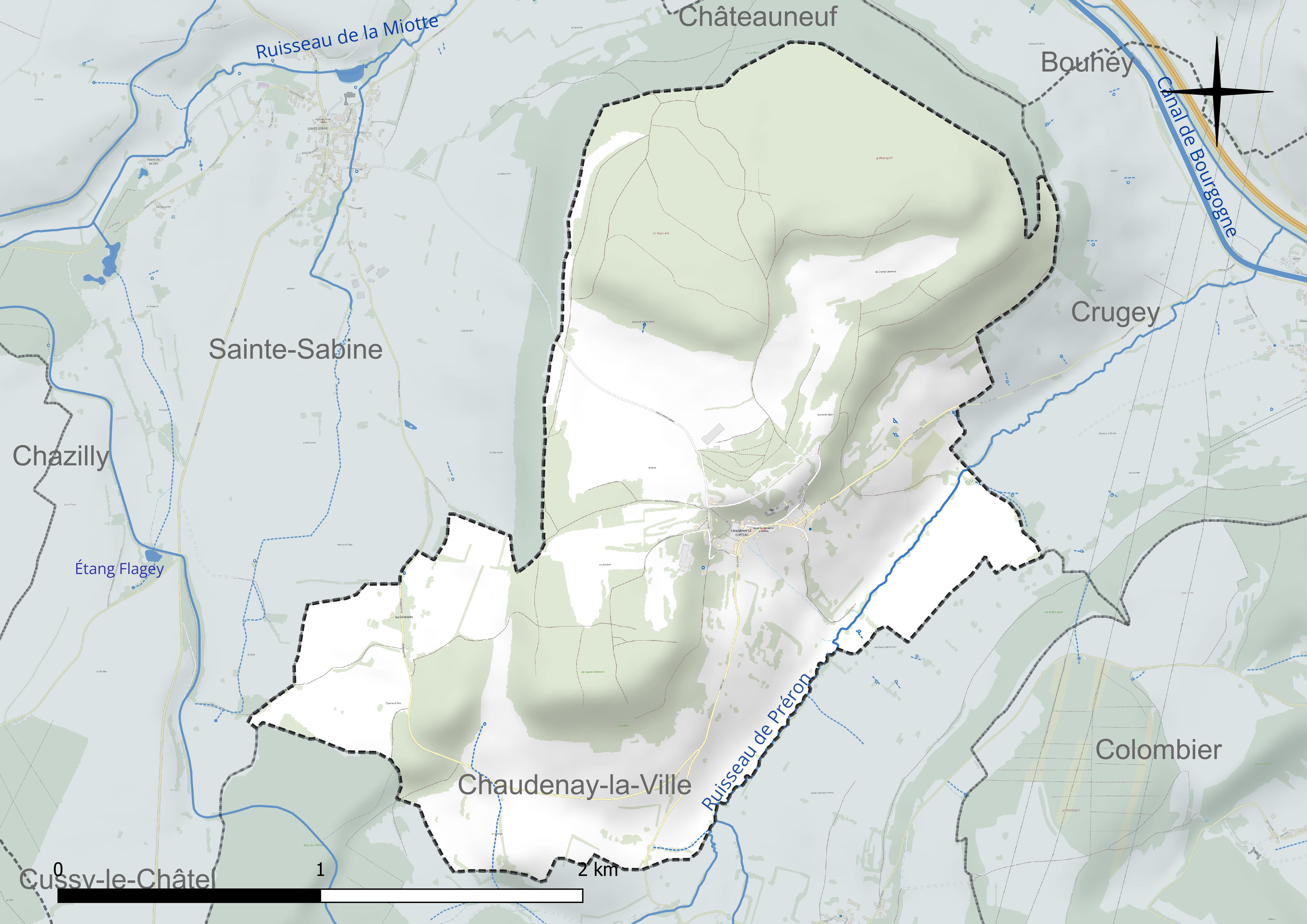
Carte hydrographique de la commune.

Le ruisseau de Préron tangente la limite communale est de Chaudenay-le-Château. C'est un affluent de la Vandenesse, et donc un sous-affluent du Rhône par la Saône et l'Ouche.

### Climat
Pour des articles plus généraux, voir Climat de la Bourgogne-Franche-Comté et Climat de la Côte-d'Or.
En 2010, le climat de la commune est de type climat des marges montargnardes, selon une étude du Centre national de la recherche scientifique s'appuyant sur une série de données couvrant la période 1971-2000. En 2020, Météo-France publie une typologie des climats de la France métropolitaine dans laquelle la commune est exposée à un climat océanique altéré et est dans la région climatique Bourgogne, vallée de la Saône, caractérisée par un bon ensoleillement (1 900 h/an), un été chaud (18,5 °C), un air sec au printemps et en été et des vents faibles.
Pour la période 1971-2000, la température annuelle moyenne est de 10,1 °C, avec une amplitude thermique annuelle de 17 °C. Le cumul annuel moyen de précipitations est de 909 mm, avec 12,5 jours de précipitations en janvier et 8,2 jours en juillet. Pour la période 1991-2020, la température moyenne annuelle observée sur la station météorologique de Météo-France la plus proche, « Pouilly-en-Aux_sapc », sur la commune de Pouilly-en-Auxois à 12 km à vol d'oiseau, est de 10,7 °C et le cumul annuel moyen de précipitations est de 859,1 mm,. Pour l'avenir, les paramètres climatiques de la commune estimés pour 2050 selon différents scénarios d'émission de gaz à effet de serre sont consultables sur un site dédié publié par Météo-France en novembre 2022.

## Urbanisme

### Typologie
Au 1er janvier 2024, Chaudenay-le-Château est catégorisée commune rurale à habitat très dispersé, selon la nouvelle grille communale de densité à 7 niveaux définie par l'Insee en 2022.
Elle est située hors unité urbaine et hors attraction des villes,.

### Occupation des sols

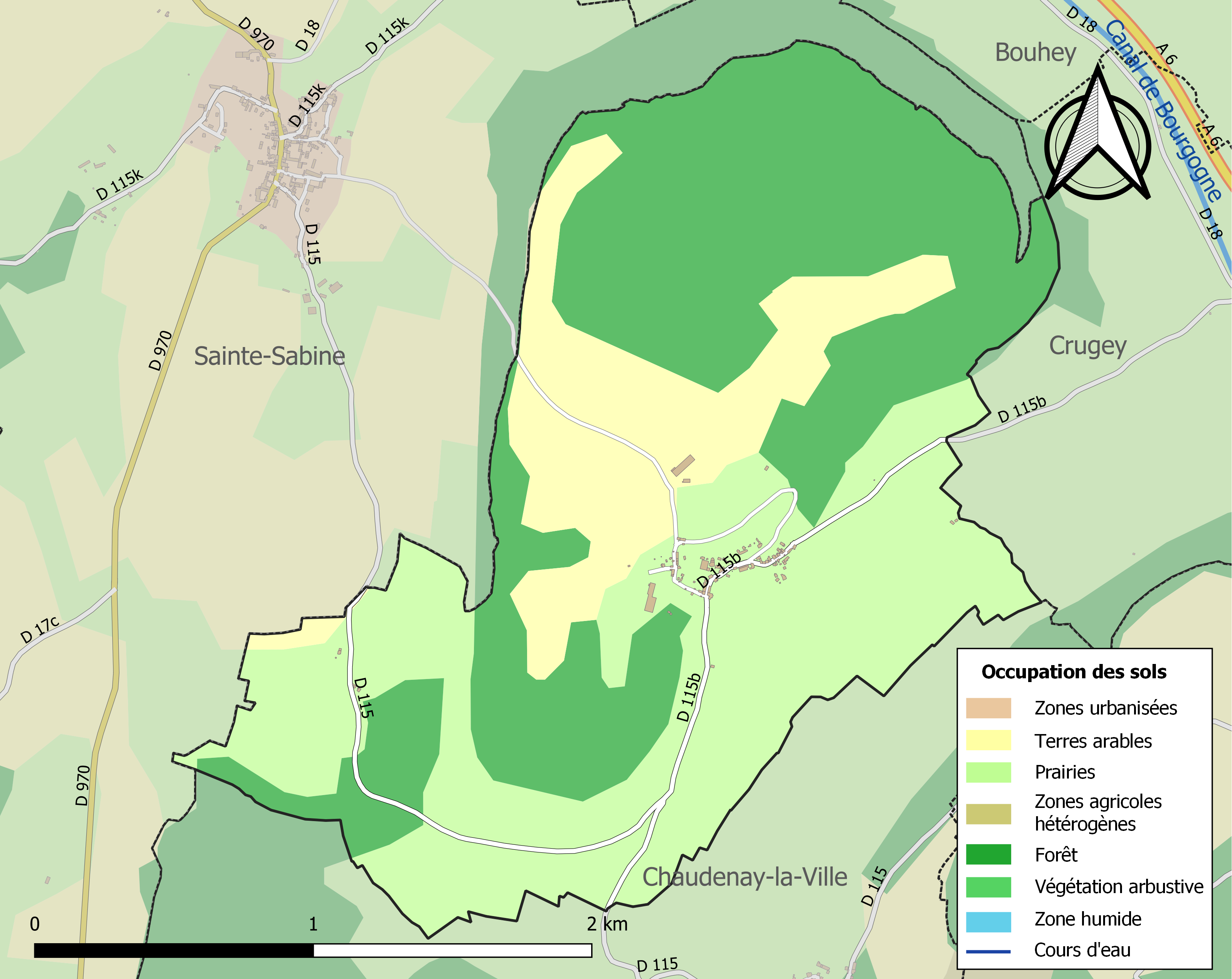
Carte des infrastructures et de l'occupation des sols de la commune en 2018 (CLC).

L'occupation des sols de la commune, telle qu'elle ressort de la base de données européenne d’occupation biophysique des sols Corine Land Cover (CLC), est marquée par l'importance des territoires agricoles (57,4 % en 2018), une proportion sensiblement équivalente à celle de 1990 (56,9 %). La répartition détaillée en 2018 est la suivante : 
forêts (42,6 %), prairies (40,2 %), terres arables (17,2 %). L'évolution de l’occupation des sols de la commune et de ses infrastructures peut être observée sur les différentes représentations cartographiques du territoire : la carte de Cassini (XVIIIe siècle), la carte d'état-major (1820-1866) et les cartes ou photos aériennes de l'IGN pour la période actuelle (1950 à aujourd'hui).

### Habitat et logement
En 2021, le nombre total de logements dans la commune était de 37, alors qu'il était de 35 en 2016 et de 40 en 2011.
Parmi ces logements, 59,5 % étaient des résidences principales, 37,8 % des résidences secondaires et 2,7 % des logements vacants. Ces logements étaient pour 97,3 % d'entre eux des maisons individuelles et pour 0 % des appartements.
Le tableau ci-dessous présente la typologie des logements à Chaudenay-le-Château en 2021 en comparaison avec celle de la Côte-d'Or et de la France entière. Une caractéristique marquante du parc de logements est ainsi une proportion de résidences secondaires et logements occasionnels (37,8 %) supérieure à celle du département (5,7 %) et à celle de la France entière (9,7 %).
| Typologie                                               | Chaudenay-le-Château | Côte-d'Or | France entière |
| ------------------------------------------------------- | -------------------- | --------- | -------------- |
| Résidences principales (en %)                           | 59,5                 | 85,8      | 82,2           |
| Résidences secondaires et logements occasionnels (en %) | 37,8                 | 5,7       | 9,7            |
| Logements vacants (en %)                                | 2,7                  | 8,5       | 8,1            |

## Toponymie

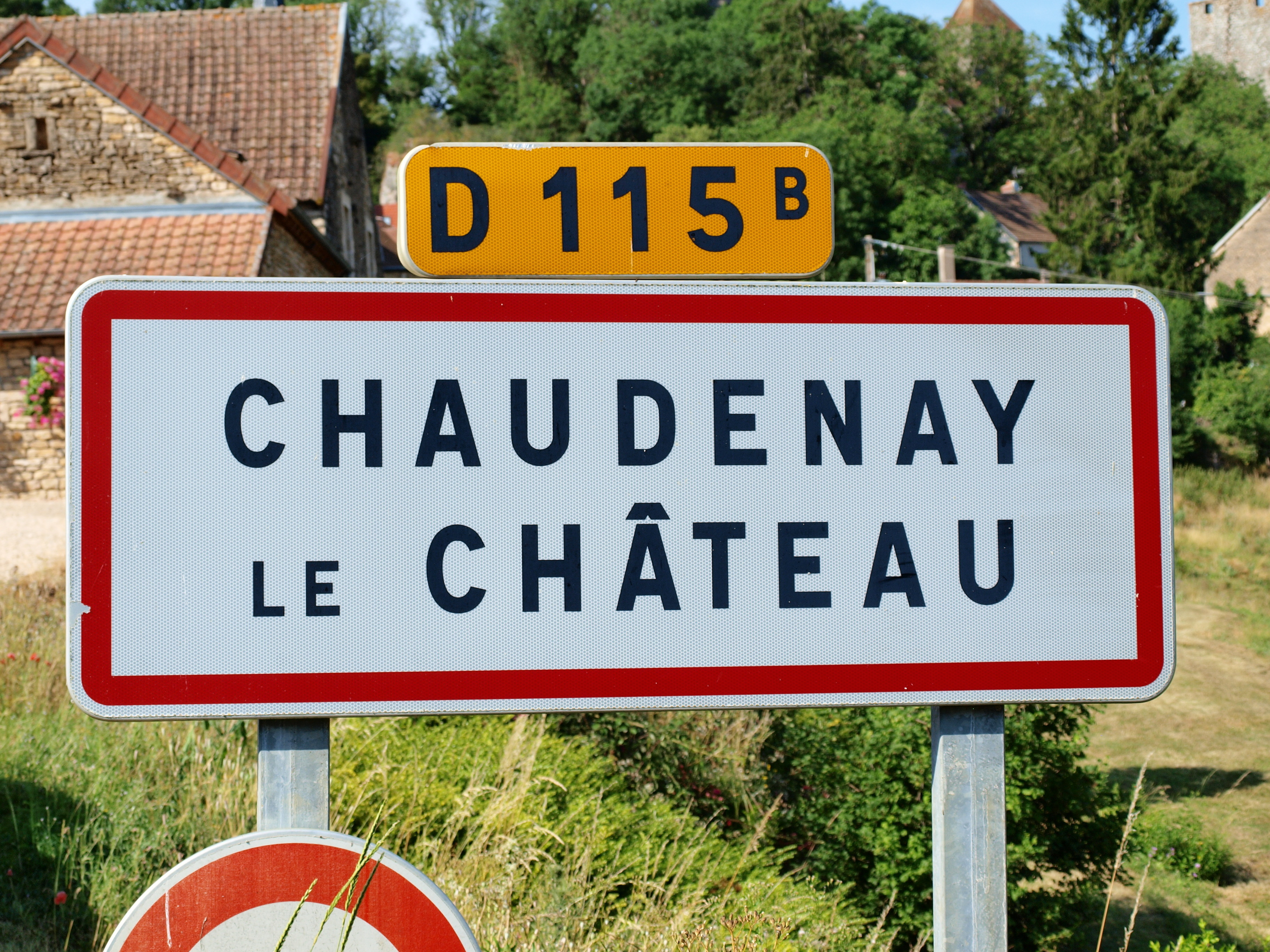

Au cours de la période révolutionnaire de la Convention nationale (1792-1795), la commune a porté le nom de Chaudenay-la-Roche.

## Politique et administration

### Rattachements administratifs et électoraux

#### Rattachements administratifs
La commune se trouve dans l'arrondissement de Beaune du département de la Côte-d'Or.
Elle faisait partie depuis 1801du canton de Bligny-sur-Ouche. Dans le cadre du redécoupage cantonal de 2014 en France, cette circonscription administrative territoriale a disparu, et le canton n'est plus qu'une circonscription électorale.

#### Rattachements électoraux
Pour les élections départementales, la commune fait partie depuis 2014 du canton d'Arnay-le-Duc.
Pour l'élection des députés, elle fait partie de la cinquième circonscription de la Côte-d'Or.

### Intercommunalité
Chaudenay-le-Château était membre de la communauté de communes du canton de Bligny-sur-Ouche, un établissement public de coopération intercommunale (EPCI) à fiscalité propre créé en 1999 et auquel la commune avait transféré un certain nombre de ses compétences, dans les conditions déterminées par le code général des collectivités territoriales.
Dans le cadre des dispositions de la loi portant nouvelle organisation territoriale de la République du 7 août 2015, qui prévoit que les établissements publics de coopération intercommunale (EPCI) à fiscalité propre doivent avoir un minimum de 15 000 habitants, cette intercommunalité a fusionné avec la communauté de communes de l'Auxois Sud pour former, le 1er janvier 2017, la communauté de communes de Pouilly-en-Auxois - Bligny-sur-Ouche, dont est désormais membre la commune.

### Liste des maires
| Période                                  | Période                        | Identité        | Étiquette | Qualité     |
| ---------------------------------------- | ------------------------------ | --------------- | --------- | ----------- |
| Les données manquantes sont à compléter. |                                |                 |           |             |
|                                          |                                |                 |           |             |
| mars 2001                                | 2014                           | Jacques Caillot | SE        |             |
| 2014                                     | mai 2020                       | Yves Royer      |           | Artisan     |
| mai 2020                                 | 2023                           | Yannick Royer   |           | Artisan     |
| mars 2023                                | En cours (au 30 novembre 2023) | Laurent Brocard |           | Agriculteur |

## Population et société

### Démographie
L'évolution du nombre d'habitants est connue à travers les recensements de la population effectués dans la commune depuis 1793. Pour les communes de moins de 10 000 habitants, une enquête de recensement portant sur toute la population est réalisée tous les cinq ans, les populations de référence des années intermédiaires étant quant à elles estimées par interpolation ou extrapolation. Pour la commune, le premier recensement exhaustif entrant dans le cadre du nouveau dispositif a été réalisé en 2008.

En 2022, la commune comptait 48 habitants, en évolution de +2,13 % par rapport à 2016 (Côte-d'Or : +0,82 %, France hors Mayotte : +2,11 %).
| 1793 | 1800 | 1806 | 1821 | 1831 | 1836 | 1841 | 1846 | 1851 |
| ---- | ---- | ---- | ---- | ---- | ---- | ---- | ---- | ---- |
| 154  | 152  | 169  | 206  | 231  | 245  | 225  | 197  | 197  |

| 1856 | 1861 | 1866 | 1872 | 1876 | 1881 | 1886 | 1891 | 1896 |
| ---- | ---- | ---- | ---- | ---- | ---- | ---- | ---- | ---- |
| 194  | 190  | 190  | 187  | 197  | 183  | 168  | 170  | 154  |

| 1901 | 1906 | 1911 | 1921 | 1926 | 1931 | 1936 | 1946 | 1954 |
| ---- | ---- | ---- | ---- | ---- | ---- | ---- | ---- | ---- |
| 146  | 134  | 139  | 94   | 79   | 62   | 83   | 74   | 53   |

| 1962 | 1968 | 1975 | 1982 | 1990 | 1999 | 2006 | 2008 | 2013 |
| ---- | ---- | ---- | ---- | ---- | ---- | ---- | ---- | ---- |
| 36   | 35   | 29   | 28   | 33   | 36   | 42   | 44   | 47   |

| 2018 | 2022 | - | - | - | - | - | - | - |
| ---- | ---- | - | - | - | - | - | - | - |
| 50   | 48   | - | - | - | - | - | - | - |

## Culture locale et patrimoine

### Lieux et monuments
- Vestiges du Château de Chaudenay  Inscrit MH (1950)[21] de la fin du XIIe siècle.*
- Église Saint-Pierre, reconstruite en grande partie en 1865 grâce à un don, dont subsistent de l'édifice médiéval le chœur et deux contreforts, de style roman. En mauvais état, elle nécessite d'importants travaux pour lesquels une souscription  est organisée par la Fondation du patrimoine[22].

- Musée de l'ancienne école, construite vers 1865 et fermée en 1946, représentative des écoles aménagées lors de la généralisation de l'enseignement primaire par les lois Jules Ferry (visite sur rendez-vous)[23].

- Maison du lavoir, du XVIIIe siècle, et lavoir du début du XXe siècle[24].

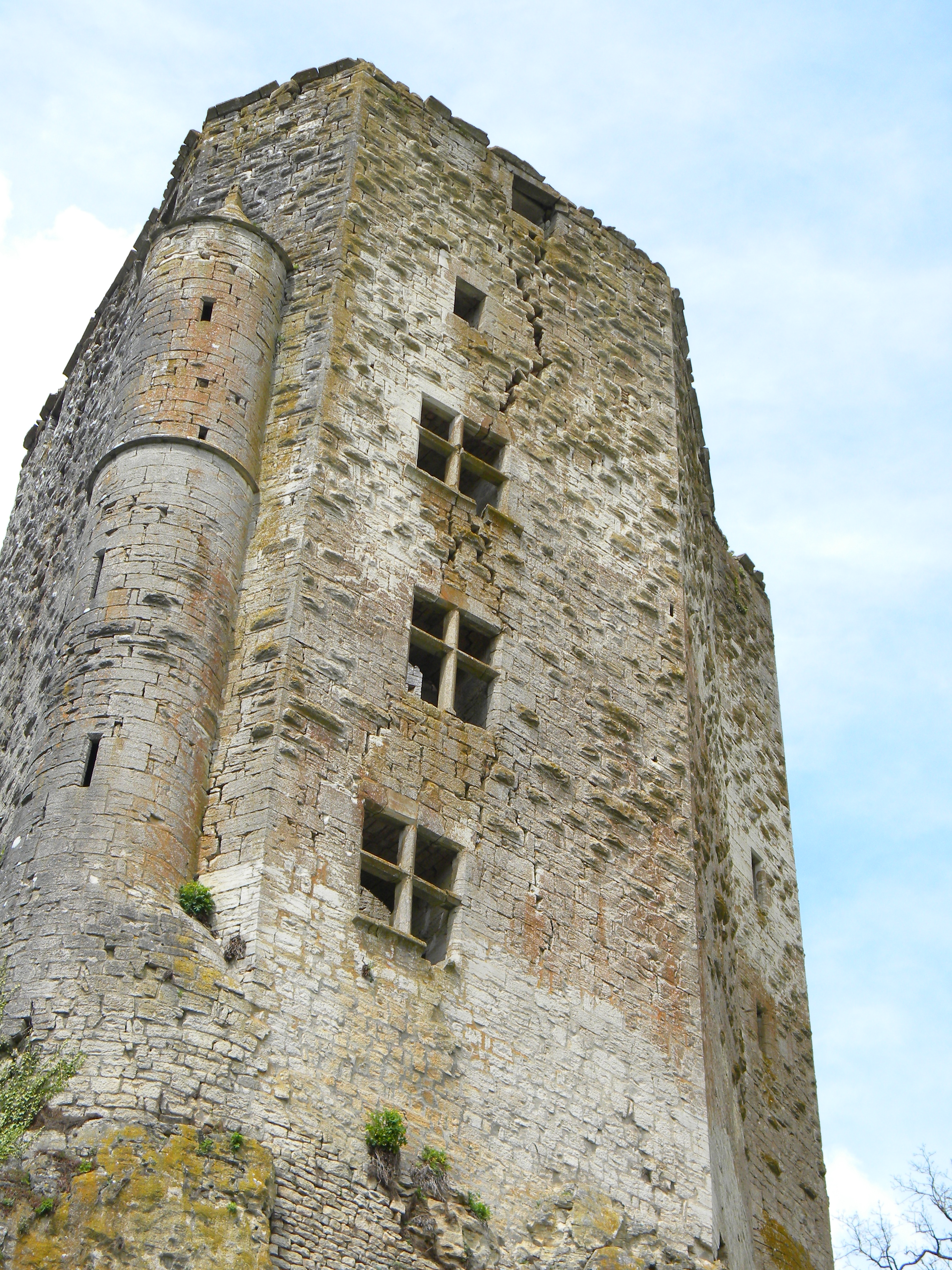
Le donjon du château.
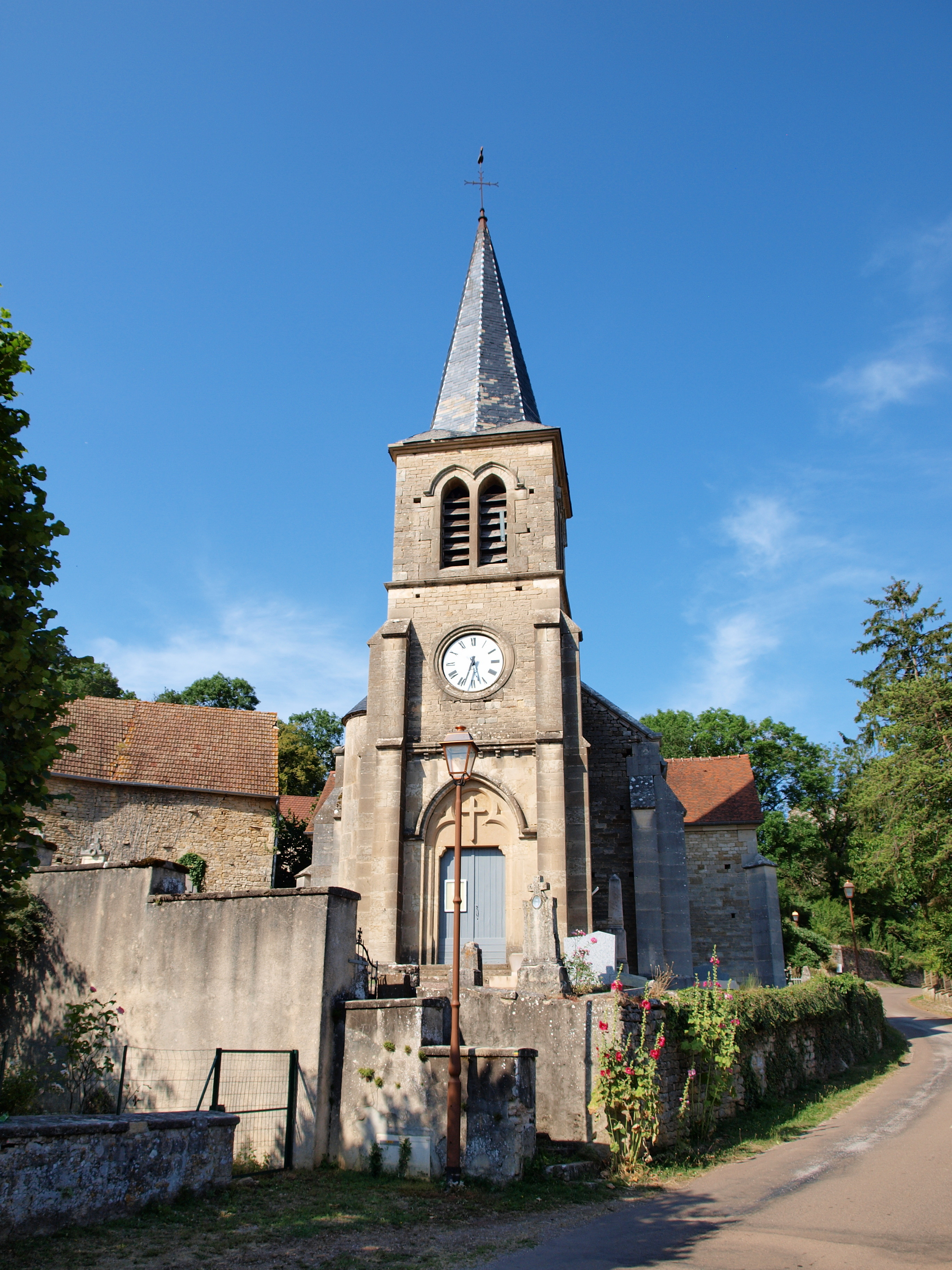
L'église Saint-Pierre.
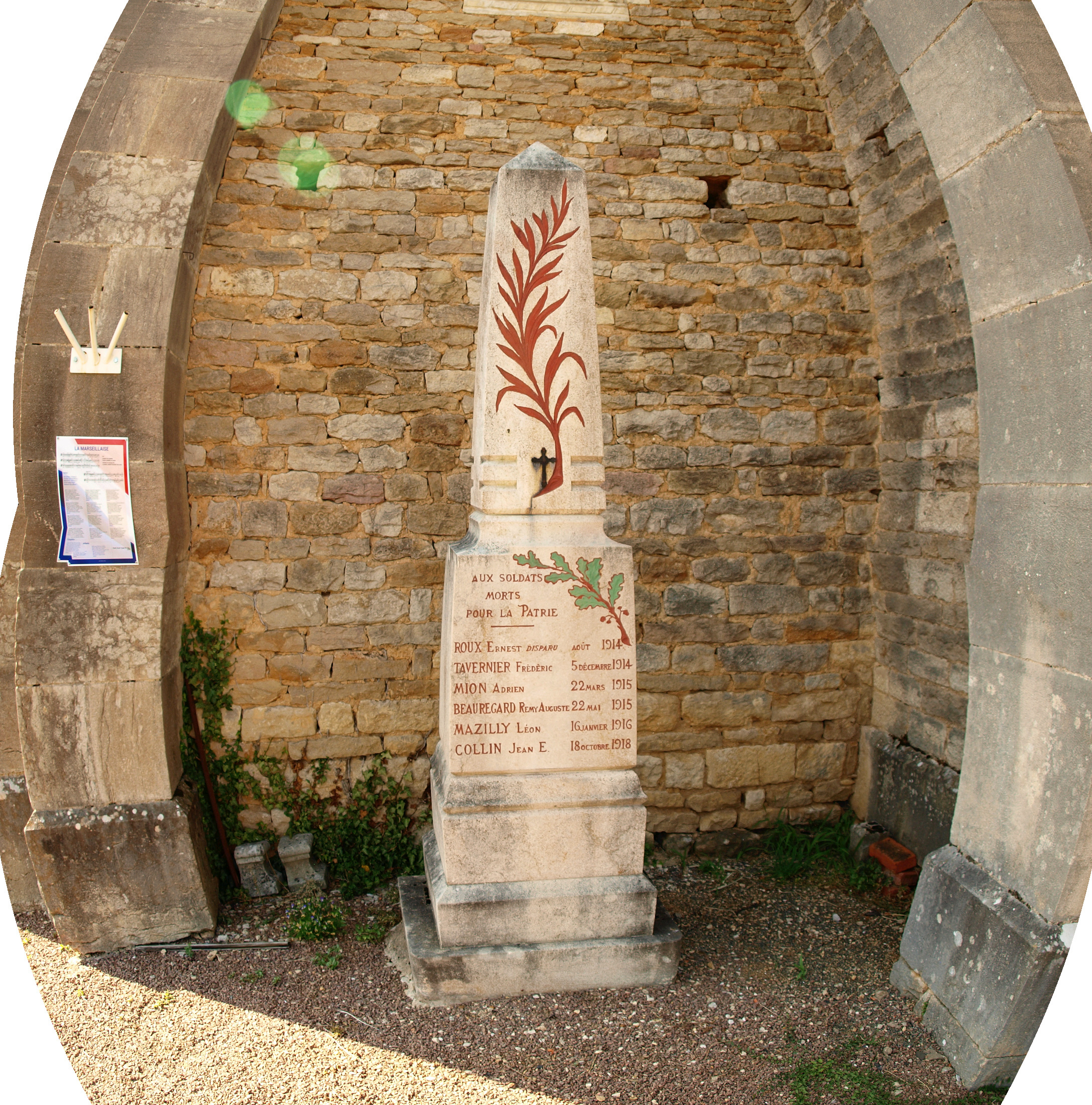
Le monument aux morts.
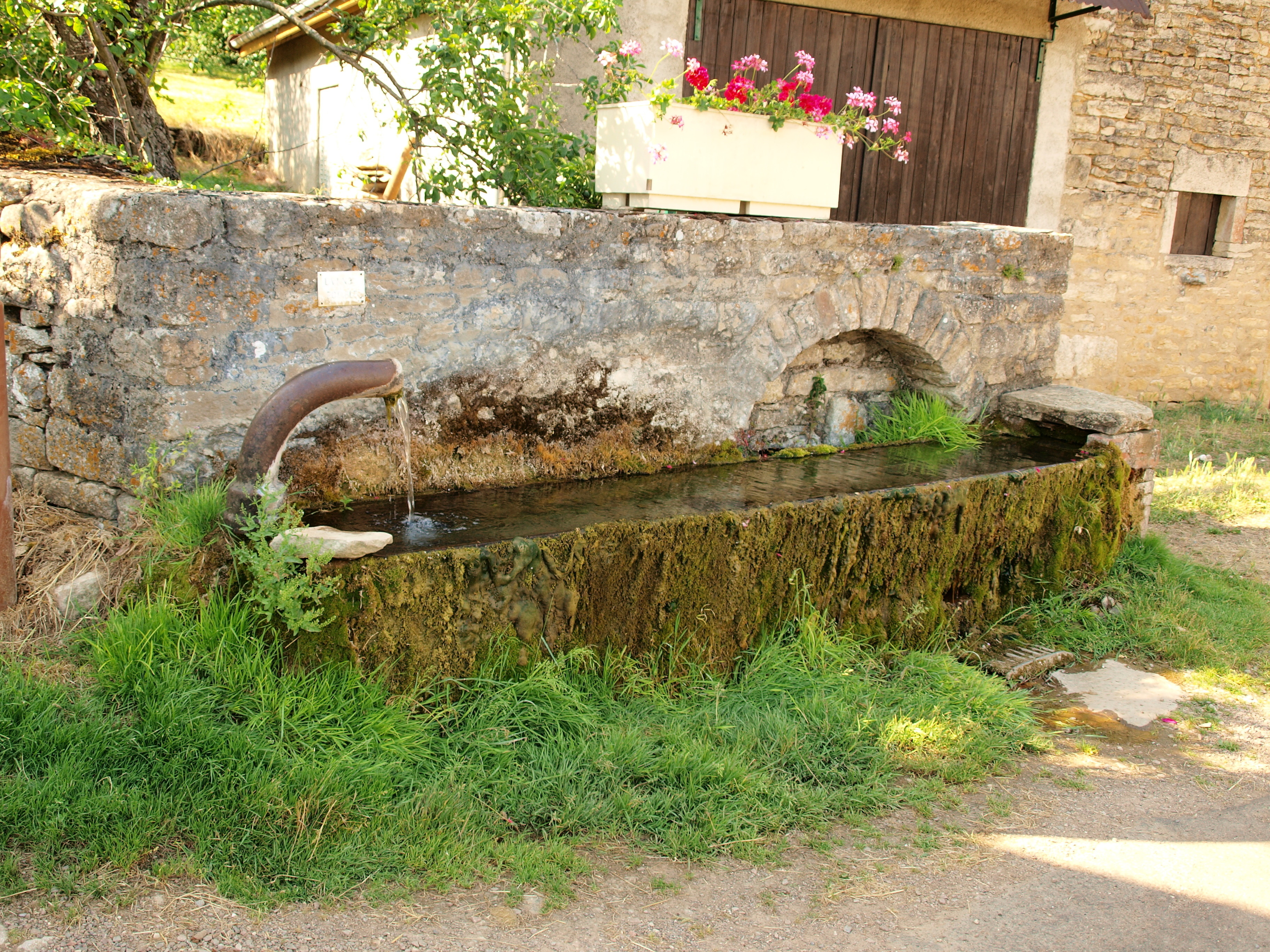
Fontaine-abreuvoir.
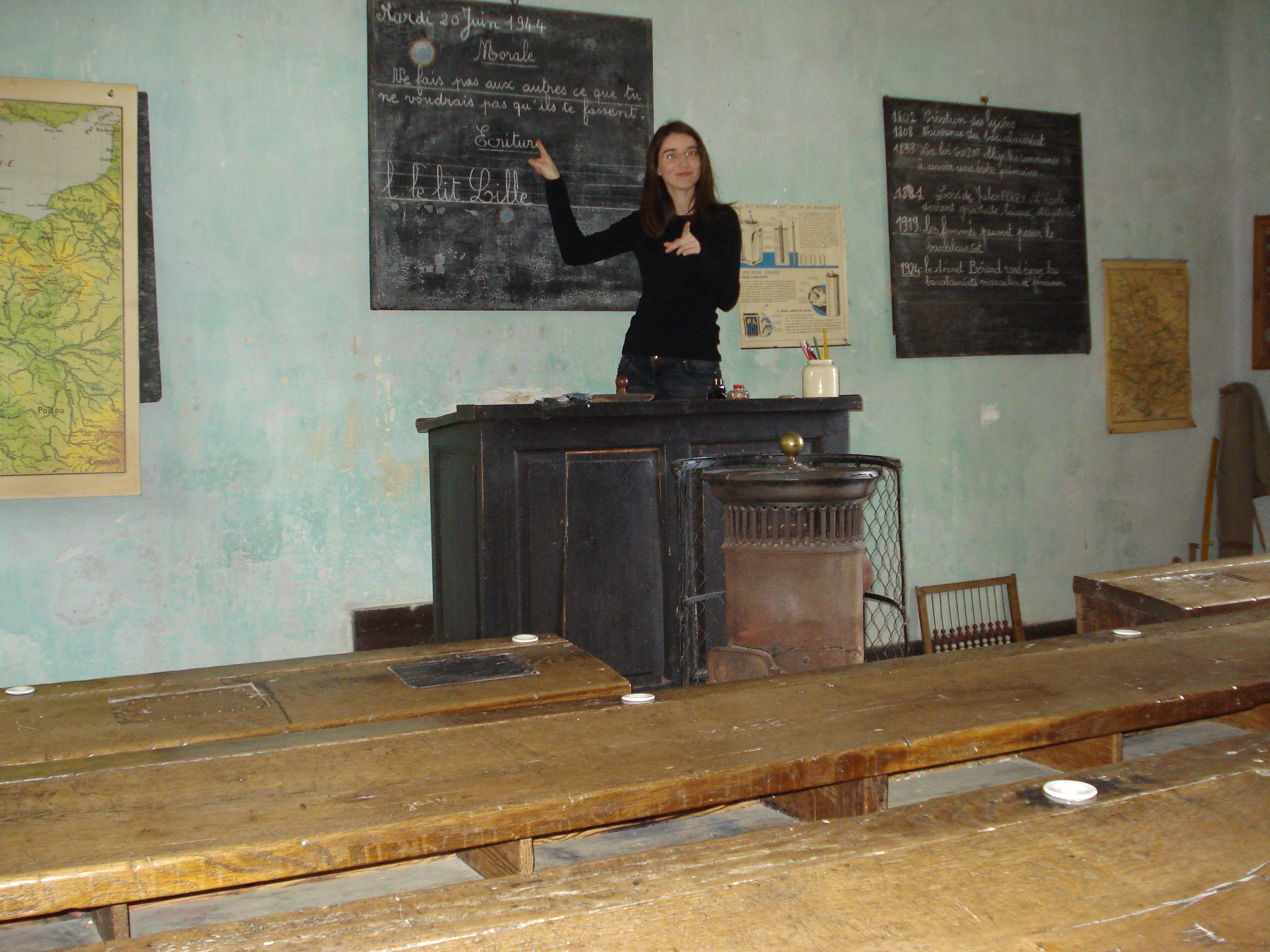
L'école-musée.

## Pour approfondir